# Josef Dobrovský
Josef Dobrovský (Balassagyarmat, 17 de agosto de 1753-Brno, 6 de enero de 1829) fue un filólogo e historiador de Bohemia, uno de los personajes más importantes del resurgimiento nacional checo. Se lo considera como uno de los fundadores de la filología eslava como ciencia. 

## Biografía
Había nacido en Balassagyarmat, Hungría, mientras su padre Jakub Doubravský estaba temporalmente destinado como soldado en dicho lugar. Realizó su educación primaria en la escuela alemana de Horšovský Týn en el distrito de Plzeň, tomando contacto por primera vez con el idioma checo y pronto lo dominó de forma fluida mientras completaba el gimnasium en Německý Brod, luego estudió por algún tiempo con los jesuitas en Klatovy, para finalmente ingresar en la Universidad de Praga. En 1772, fue admitido y recibió la órdenes Sagradas con los jesuitas en Brno; pero al ser disuelta la orden en 1773 regresó a Praga para estudiar teología.
En 1776 fue admitido para trabajar por un tiempo como tutor para el Conde Nostitz, fue designado primero como vicedirector, y posteriormente como director, en el seminario de Hradisko (actualmente parte de Olomouc); pero en 1790 pierde su puesto al ser abolido los seminarios en todo el Imperio Habsburgo, y regresa como invitado a la casa del conde.
En 1792, la Academia Bohemia de Ciencias le encarga que visite Estocolmo, Turku, San Petersburgo y Moscú en búsqueda de manuscritos que se habían diseminado durante la Guerra de los treinta años. Estando en San Petersburgo investigó antiguos manuscritos de la literatura eslava oriental, en particular el manuscrito del Cantar de las huestes de Ígor, y posteriormente dirigió su traducción al alemán, checo y eslovaco. En 1820, sería nombrado académico de la Academia de Ciencias de Rusia.
Al regresar de Rusia acompaña al Conde Nostitz a Suiza e Italia. En 1795, manifiesta síntomas de inestabilidad mental, y en 1801 es internado en un asilo para lunáticos; pero en 1803 experimenta una mejora. El resto de su vida transcurre en su mayoría en Praga o en las casas de campo de sus amigos los condes Nostitz y Czernin. Aunque su fama se debe principalmente a sus trabajos en lenguas eslavas sus estudios botánicos poseen un cierto valor dentro de la historia de la ciencia.
Fue llamado por el poeta y dramaturgo y científico alemán, Johann Wolfgang von Gohete, el maestro y el oráculo y la crítica histórica, en todo lo referente al estudio de las lenguas eslavas.

## Obras destacadas
- Fragmentum Pragense evangelii S. Marci, vulgo autographi (1778)
- a periodical for Bohemian and Moravian literature (1780–1787)
- Scriptores rerum Bohemicarum (2 vols., 1783)
- Geschichte der böhm. Sprache und alten Literatur (1792)
- Die Bildsamkeit der slaw. Sprache (1799)
- a Deutsch-böhm. Wörterbuch compiled in collaboration with Leschk Puchmayer and Hanka (1802–1821)
- Entwurf eines Pflanzensystems nach Zahlen und Verhältnissen (1802)
- Glagolitica (1807)
- Lehrgebäude der böhmischen Sprache (1809)
- Institutiones linguae slavicae dialecti veteris (1822)
- Entwurf zu einem allgemeinen Etymologikon der slaw. Sprachen (1813)
- Slowanka zur Kenntnis der slaw. Literatur (1814)
- a critical edition of Jordanes, De rebus Geticis, for Pertz's Monumenta Germaniae Historica

## Eponimia
El asteroide (40440) Dobrovsky fue nombrado así por este lingüista.

## Galería

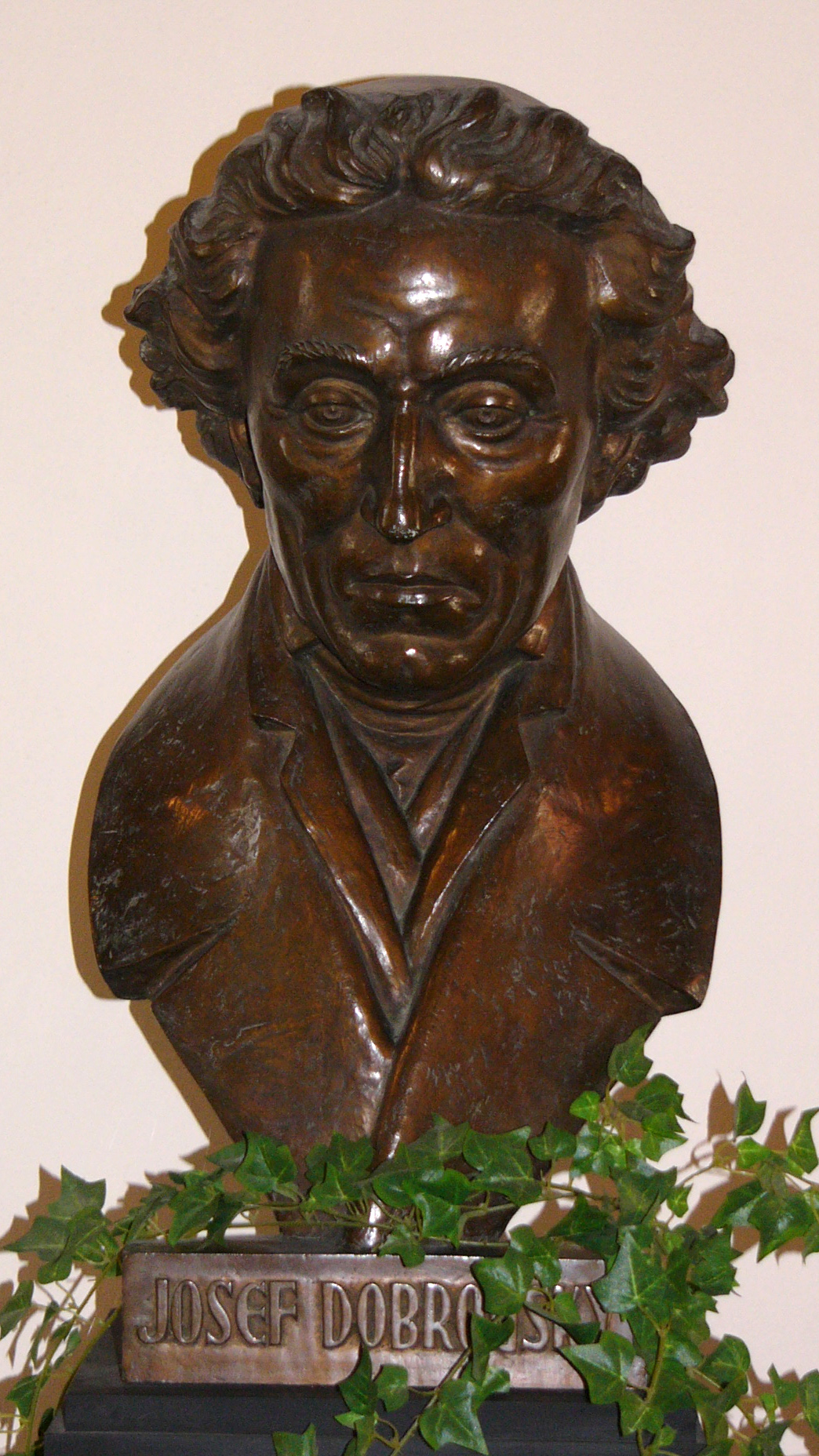
Josef Dobrovský
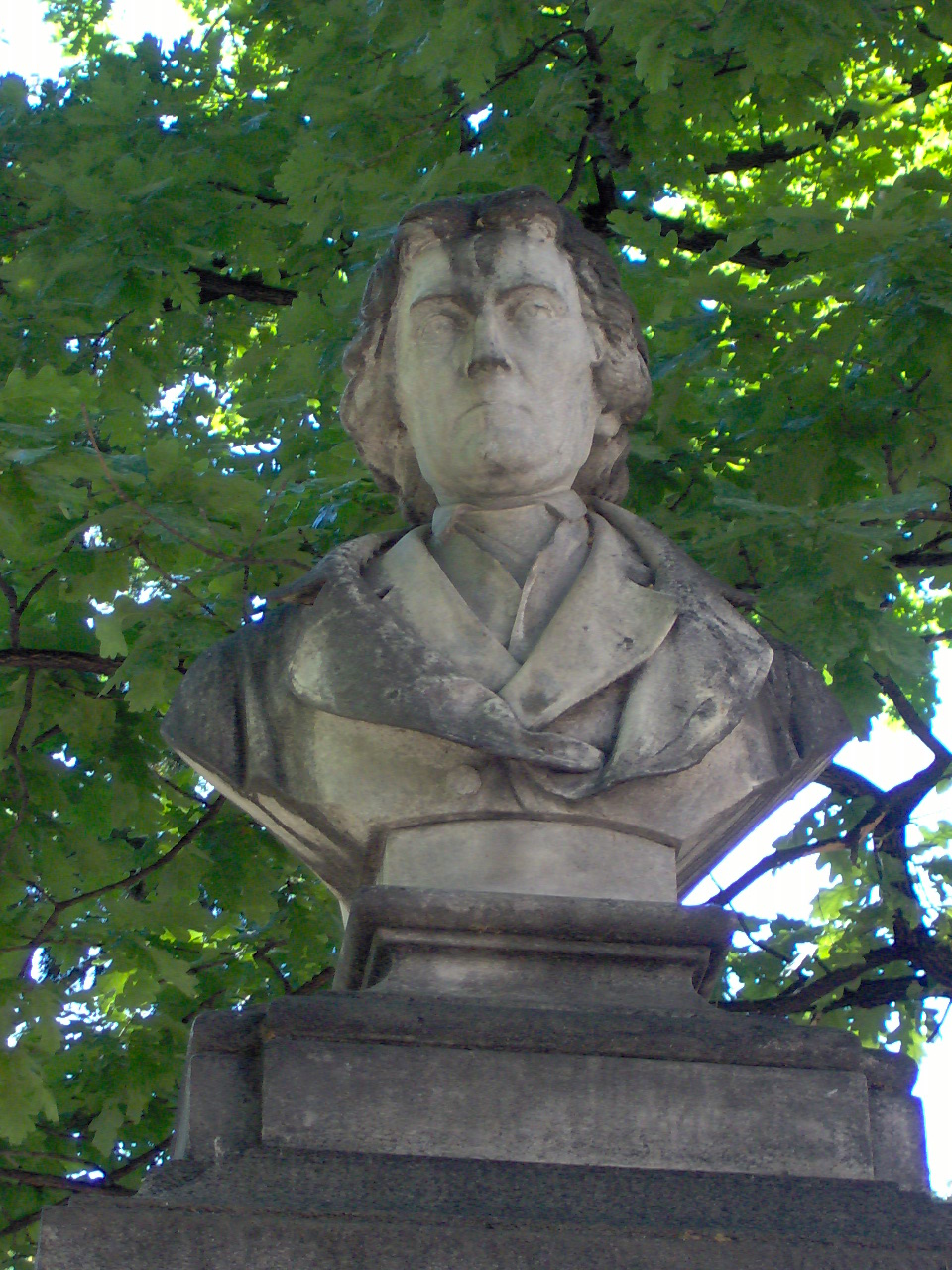
Busto de Dobrovský en la isla Kampa en Praga